# استان اونگوجای شمالی

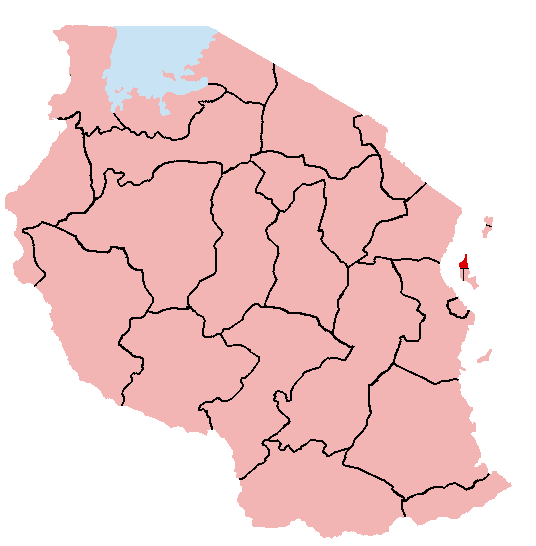
موقعیت استان زنگبار شمالی در نقشه تانزانیا

زنگبار شمالی یکی از استانهای کشور تانزانیا می باشد که در جزیره زنگبار قرار گرفته است. شهر مرکزی این استان امکوکوتونی نام دارد . 

## شهرستانها
استان زنگبار شمالی به لحاظ اداری و مدیریتی به دو شهرستان تقسیم شده است. شهرستانهای :
- شهرستان زنگبار شمالی آ
- شهرستان زنگبار شمالی بی